# SketchUp
SketchUp – program komputerowy CAD, służący do modelowania trójwymiarowego dla początkujących, profesjonalistów, architektów oraz projektantów gier.
SketchUp jest często używany przez młodzież w celach edukacyjnych oraz rozrywkowych. Znaczącą zaletą jest możliwość bezpośredniego eksportu danych do innego produktu tej samej firmy – Google Earth. Można w nim zaprojektować swój świat 3D z elementami 2D (obrazki, tekst itp.), wybrać tekstury oraz dodać gotowe komponenty jak np. samochody, drzewa, wyposażenie domowe, basen, elementy ogrodu, maszyny budowlane itp. Jedną z zalet SketchUp jest galeria prac użytkowników tego programu – Google 3D Warehouse, gdzie mogą oni publikować swoje projekty. W wersji Pro istnieje możliwość eksportu pliku 3D na inne formaty.
SketchUp pojawił się na rynku w 2001 r. jako program komercyjny, wyprodukowany przez firmę @Last Software ze stanu Kolorado w USA. Został przejęty 14 marca 2006 r. przez Google, od 27 kwietnia 2006 udostępniono darmową wersję programu Google Sketchup 6. Dnia 1 czerwca 2012 r. został kupiony przez firmę Trimble. Obecnie jest dostępny jako aplikacja internetowa SketchUp Free oraz trzy płatne subskrypcje: SketchUp Pro, SketchUp Shop i SketchUp Studio (każda ze zwiększoną funkcjonalnością).